# Ihor Charatin
Ihor Ihorovytsj Charatin (Oekraïens: Ігор Ігорович Харатін, Moekatsjevo, 2 februari 1995) is een Oekraïens-Hongaars voetballer die doorgaans speelt als middenvelder. In januari 2025 verruilde hij Kolos Kovalivka voor Veres Rivne. Charatin maakte in 2020 zijn debuut in het Oekraïens voetbalelftal.

## Clubcarrière
Charatin speelde in de jeugdopleiding van Dynamo Kiev en debuteerde uiteindelijk ook bij die club. Op 18 mei 2014 werd met 3–1 gewonnen van Zorja Loehansk. Brown Ideye, Andrij Jarmolenko en Denys Harmasj scoorden voor Dynamo en dankzij een eigen doelpunt van Danilo Silva wist Zorja nog tegen te scoren. Charatin moest van coach Serhij Rebrov op de reservebank beginnen maar elf minuten voor tijd viel hij in voor Younès Belhanda. In het restant van het seizoen 2014/15 kwam hij niet meer in actie, net als in het gehele seizoen erop. De jaargang 2015/16 bracht de middenvelder door op huurbasis bij Metalist Charkiv. Voor die club kwam hij tot acht competitieoptredens, allemaal als basisspeler. In de zomer van 2016 maakte de Oekraïner de overstap naar Zorja Loehansk, waar hij zijn handtekening zette onder een verbintenis voor de duur van drie seizoenen. In januari 2018 werd dit contract verlengd tot medio 2020. Dit contract zou Charatin niet uitzitten, aangezien hij in januari 2019 voor circa zeshonderdduizend euro verkaste naar Ferencváros. Hij tekende voor tweeënhalf jaar in Hongarije. Met Ferencváros kroonde Charatin zich driemaal op rij tot Hongaars landskampioen. Legia Warschau nam de Oekraïner in september 2021 over voor circa negenhonderdduizend euro en schotelde hem een driejarige verbintenis voor. In februari 2024 verkaste hij naar Dunajská Streda. Hij keerde medio 2024 terug naar Oekraïne, waar hij bij Kolos Kovalivka tekende. Een half seizoen later vond Charatin in Veres Rivne een nieuwe club.

## Clubstatistieken
| Seizoen | Club               | Competitie        | Competitie | Competitie | Beker | Beker | Internationaal | Internationaal | Totaal | Totaal |
| Seizoen | Club               | Competitie        | Wed.       | Dlp.       | Wed.  | Dlp.  | Wed.           | Dlp.           | Wed.   | Dlp.   |
| ------- | ------------------ | ----------------- | ---------- | ---------- | ----- | ----- | -------------- | -------------- | ------ | ------ |
| 2013/14 | Dynamo Kiev        | Premjer Liha      | 1          | 0          | 0     | 0     | 0              | 0              | 1      | 0      |
| 2014/15 | Dynamo Kiev        | Premjer Liha      | 0          | 0          | 0     | 0     | 0              | 0              | 0      | 0      |
| 2015/16 | → Metalist Charkiv | Premjer Liha      | 8          | 0          | 0     | 0     | —              | —              | 8      | 0      |
| 2016/17 | Zorja Loehansk     | Premjer Liha      | 19         | 2          | 1     | 0     | 4              | 0              | 24     | 2      |
| 2017/18 | Zorja Loehansk     | Premjer Liha      | 29         | 3          | 1     | 1     | 6              | 1              | 36     | 5      |
| 2018/19 | Zorja Loehansk     | Premjer Liha      | 16         | 2          | 1     | 0     | 4              | 0              | 21     | 2      |
| 2018/19 | Ferencváros        | Nemzeti Bajnokság | 14         | 2          | 3     | 0     | —              | —              | 17     | 2      |
| 2019/20 | Ferencváros        | Nemzeti Bajnokság | 30         | 1          | 0     | 0     | 14             | 1              | 44     | 2      |
| 2020/21 | Ferencváros        | Nemzeti Bajnokság | 25         | 4          | 1     | 0     | 10             | 2              | 36     | 6      |
| 2021/22 | Ferencváros        | Nemzeti Bajnokság | 2          | 0          | 0     | 0     | 7              | 1              | 9      | 1      |
| 2021/22 | Legia Warschau     | Ekstraklasa       | 11         | 1          | 1     | 0     | 4              | 0              | 16     | 1      |
| 2022/23 | Legia Warschau     | Ekstraklasa       | 9          | 0          | 0     | 0     | —              | —              | 9      | 0      |
| 2023/24 | Legia Warschau     | Ekstraklasa       | 0          | 0          | 0     | 0     | —              | —              | 0      | 0      |
| 2023/24 | Dunajská Streda    | Fortuna Liga      | 7          | 0          | 0     | 0     | —              | —              | 7      | 0      |
| 2024/25 | Kolos Kovalivka    | Premjer Liha      | 3          | 0          | 0     | 0     | —              | —              | 3      | 0      |
| 2024/25 | Veres Rivne        | Premjer Liha      | 0          | 0          | 0     | 0     | —              | —              | 0      | 0      |
| Totaal  | Totaal             | Totaal            | 174        | 15         | 8     | 1     | 49             | 5              | 231    | 21     |

Bijgewerkt op 17 januari 2025.

## Interlandcarrière
Charatin debuteerde op 6 september 2020 in het Oekraïens voetbalelftal in een wedstrijd in het kader van de Nations League 2020/21 tegen Spanje. Door twee doelpunten van Sergio Ramos en treffers van Ansu Fati en Ferran Torres werd met 4–0 verloren. Van bondscoach Andrij Sjevtsjenko mocht hij in de basisopstelling beginnen en hij werd achttien minuten na rust naar de kant gehaald ten faveure van Serhij Sydortsjoek.
| Interlands van Ihor Charatin voor Oekraïne | Interlands van Ihor Charatin voor Oekraïne | Interlands van Ihor Charatin voor Oekraïne | Interlands van Ihor Charatin voor Oekraïne | Interlands van Ihor Charatin voor Oekraïne | Interlands van Ihor Charatin voor Oekraïne |
| №                                          | Datum                                      | Wedstrijd                                  | Uitslag                                    | Competitie                                 | Goals                                      |
| Als speler bij Ferencváros                 | Als speler bij Ferencváros                 | Als speler bij Ferencváros                 | Als speler bij Ferencváros                 | Als speler bij Ferencváros                 | Als speler bij Ferencváros                 |
| ------------------------------------------ | ------------------------------------------ | ------------------------------------------ | ------------------------------------------ | ------------------------------------------ | ------------------------------------------ |
| 1                                          | 6 september 2020                           | Spanje – Oekraïne                          | 4 – 0                                      | Nations League 2020/21                     |                                            |
| 2                                          | 7 oktober 2020                             | Frankrijk – Oekraïne                       | 7 – 1                                      | Vriendschappelijk                          |                                            |
| 3                                          | 11 november 2020                           | Polen – Oekraïne                           | 2 – 0                                      | Vriendschappelijk                          |                                            |
| 4                                          | 14 november 2020                           | Duitsland – Oekraïne                       | 3 – 1                                      | Nations League 2020/21                     |                                            |

Bijgewerkt op 17 januari 2025.

## Erelijst
| Competitie        |             |                           |             |             |
| Competitie        | Aantal      | Jaren                     |             |             |
| Ferencváros       | Ferencváros | Ferencváros               | Ferencváros | Ferencváros |
| ----------------- | ----------- | ------------------------- | ----------- | ----------- |
| Nemzeti Bajnokság | 3           | 2018/19, 2019/20, 2020/21 |             |             |
| Legia Warschau    |             |                           |             |             |
| Puchar Polski     | 1           | 2022/23                   |             |             |